# La Rafale (film)
La Rafale est un film muet français réalisé par Jacques de Baroncelli, sorti en 1920.

## Fiche technique
- Réalisation : Jacques de Baroncelli
- Production : Le Film d'art
- Distribution : Agence générale cinématographique
- Date de sortie : France : 1920

## Distribution
- Fannie Ward
- Jean Joffre
- Jean Dax
- Jean Croué
- Henri Janvier
- Jean-David Évremond
- Saturnin Fabre